# San Dimas (Califórnia)
San Dimas é uma cidade localizada no estado americano da Califórnia, no condado de Los Angeles. Foi incorporada em 4 de agosto de 1960.

## Geografia
De acordo com o United States Census Bureau, a cidade tem uma área de 40 km², onde 38,9 km² estão cobertos por terra e 1 km² por água.

### Localidades na vizinhança
O diagrama seguinte representa as localidades num raio de 8 km ao redor de San Dimas.

## Demografia
Segundo o censo nacional de 2010, a sua população é de 33 371 habitantes e sua densidade populacional é de 856,69 hab/km². Possui 12 506 residências, que resulta em uma densidade de 321,05 residências/km².